# Klang (Moselle)
Klang (deutsch Klangen) ist eine französische Gemeinde mit 213 Einwohnern (Stand 1. Januar 2022) im Département Moselle in der Region Grand Est (bis 2015 Lothringen). Sie gehört zum Arrondissement Thionville.

## Geografie
Die Gemeinde Klang liegt in einem Seitental der Canner, rund 15 Kilometer östlich von Thionville auf einer Höhe zwischen 195 und 335 m über dem Meeresspiegel. Das Gemeindegebiet umfasst 4,2 km².

## Geschichte
Der Ort wurde 1594 als Klingen erwähnt. 

Klang wurde auf dem Boden einer Siedlung aus der Römerzeit errichtet. Durch die Bestimmungen im Friede von Vincennes kam Sierck "mit seinen dreißig Dörfern" (dabei auch Klangen) 1661 zu Frankreich.
Im Wappen wird oben die Zugehörigkeit zum Herzogtum Lothringen hervorgehoben. Unten erinnert eine Weinrebe an den früheren Weinbau in Klang.

### Bevölkerungsentwicklung
| Jahr      | 1962 | 1968 | 1975 | 1982 | 1990 | 1999 | 2012 | 2019 |
| Einwohner | 210  | 222  | 237  | 256  | 252  | 236  | 241  | 225  |

## Belege
1. ↑  https://web.archive.org/web/20160324104812/http://genealogie-lorraine.fr/blasons/index.php?dept=57&blason=KLANG[ Wappenbeschreibung auf genealogie-lorraine.fr] (französisch)